# Presses de la Cité
Presses de la Cité este o editură franceză fondată în 1943 de Sven Nielsen. Fiu și nepot de librari, venit la Paris în 1924, Sven Nielsen s-a specializat în exportul cărților franceze în străinătate înainte de a se lansa în activitatea de editor.
În 1988, în urma fuziunii cu Larousse-Nathan, Groupe de La Cité a devenit a doua cea mai mare companie editorială din Franța și a zecea cea mai mare companie editorială din lume. Ea a fost achiziționată de Vivendi Universal Publishing și face parte acum din grupul  a devenit apoiand is now part of Editis. Presses de la Cité este o marcă înregistrată a societății Place des Éditeurs.

## Istorie
Specializată inițial în publicarea de traduceri ale romanelor americane, Presses de la Cité a început să publice literatură franceză în 1946, când a apărut Je me souviens... al lui Georges Simenon (care a devenit prima parte a romanului autobiografic Pedigree). Într-un ritm de trei sau patru titluri pe an, Presses de la Cité a publicat 140 de romane și volume de nuvele ale lui Simenon. Urmând exemplul lui Simenon, alți scriitori francezi și-au publicat operele literare la editura Presses de la Cité: Henri Queffélec, Cécil Saint Laurent, Maurice Genevoix, René Barjavel, Konsalik.
În 1949 a fost lansată colecția de romane polițiste Un mystère.
Începând din 1958 compania a inițiat un val de achiziții:
- 1958: Achiziționarea editurii Amiot-Dumont, creată în decembrie 1946 sub numele Le Livre contemporain, specializată în publicarea de cărți pentru marele public și de literatură de călătorie.
- 1959: Achiziționarea Librairie académique Perrin, fondată în 1884.
- 1961: Achiziționarea editurii G.P., creată în 1945 sub numele de Générale de publicité, specializată în publicarea de literatura pentru copii și redenumită ulterior G.P. Rouge et Or.
- 1961: Achiziționarea editurii Solar, specializată în publicarea albumelor pentru copii și a benzilor desenate.

În 1962 Presses de la Cité a inaugurat colecția de cărți de buzunar Presses-Pocket. În anul următor ea a fuzionat cu editura Fleuve noir.
În aprilie 1965 Sven Nielsen a preluat majoritatea părților sociale ale companiei Union générale d'édition (UGE), fondată în 1962 și care includea editurile Plon, 10/18, Éditions du Rocher, Julliard, Jean-Jacques Pauvert, și compania de distribuție Sequana. Unul dintre editori, Christian Bourgois, și-a fondat propria sa editură sub umbrela Presses de la Cité și, în 1968, a devenit director al editurii 10/18. În urma acestor achiziții, grupul lui Sven Nielsen a devenit al doilea grup editorial francez după Hachette. El și-a diversificat gama de activitate în domeniul științelor sociale și al literaturii pentru copii și tineret.
În aprilie 1969 grupul lui Nielsen s-a asociat cu grupul Bertelsmann și a lansat, după modelul german, un club de carte, numit France Loisirs, care a avut un mare succes.
În ianuarie 1971 Nielsen a reorganizat distribuția grupului prin crearea companiilor Les Presses de la Cité Diffusion (distribuitoare a editurilor Presses de la Cité, G.P. Rouge et Or și Presses-Pocket) și Nouvelle Société Sequana (distribuitoare a editurilor Plon, Perrin, Julliard, Solar, 10/18, Bourgois și Le Rocher).
În 1973 companiile Presses de la Cité, Diffusion și Sequana au fuzionat într-o nouă companie numită Messageries du livre.
La 30 decembrie 1976 Sven Nielsen a murit la vârsta de 75 de ani. Fiul său, Claude, i-a succedat și a fost nevoit să cedeze părți din companie către societatea de investiții Générale Occidentale, care i-a furnizat capital pentru achiziționarea editurilor Garnier și Bordas-Dunod. Jimmy Goldsmith, care conducea societatea Générale Occidentale în 1986, a vândut editura Presses de la Cité către Compagnie générale d'électricité a lui Ambroise Roux. Presses de la Cité face parte acum dintr-un concern numit Groupe de la Cité, care face parte, la rândul său, din holdingul CEP-Communication condus de Christian Brégou și care include compania Havas: cu o cifră de afaceri de 7 miliarde de franci realizată în domeniul vânzărilor de carte, el era în 1996 cel mai mare editor francez.
Ulterior, în anul 2000, Presses de la Cité a fost inclusă în grupul Vivendi Universal Publishing (VUP). Dar, după vânzarea VUP de către Vivendi Universal în 2002 către Groupe Hachette și apoi către Wendel Investissement (2003), Presses de la Cité a devenit o parte a grupului Editis. În 2008 Wendel a revândut grupul Editis conglomeratului media spaniol Grupo Planeta.

## Legături externe
- Site web oficial